# جهان وین
جهان وین (انگلیسی: Wayne's World) فیلمی در ژانر زوج هنری و کمدی به کارگردانی پنلوپه اسفیریس است که در سال ۱۹۹۲ منتشر شد.

## بازیگران
- مایک مایرز
- دانا کاروی
- راب لو
- تیا کریر
- دانا دیکسون
- برایان دویل-موری
- لارا فلین بویل
- لی ترگسن
- کرت فولر
- آلیس کوپر
- کالین کمپ
- اد اونیل
- مایک هاگرتی
- رابرت پاتریک
- گرگ اسمیت
- میت لوف
- کریس فارلی
- آیونی اسکای
- دریک شرینیان
- فردریک کافین
- فرانک دیلئو
- پنلوپه اسفیریس
- دان آمندولیا